# Protoleodora gracilis
Protoleodora gracilis är en ringmaskart som beskrevs av Rzhavsky 1992. Protoleodora gracilis ingår i släktet Protoleodora och familjen Serpulidae. Inga underarter finns listade i Catalogue of Life.